# Stančani
Stančani este un sat din comuna Pljevlja, Muntenegru. Conform datelor de la recensământul din 2003, localitatea are 74 de locuitori (la recensământul din 1991 erau 82 de locuitori).

## Demografie
În satul Stančani locuiesc 59 de persoane adulte, iar vârsta medie a populației este de 41,0 de ani (39,8 la bărbați și 42,0 la femei). În localitate sunt 20 de gospodării, iar numărul mediu de membri în gospodărie este de 3,70.
Populația localității este foarte eterogenă.
|  |

| Demografie | Demografie | Demografie |
| An         | Locuitori  | Locuitori  |
| ---------- | ---------- | ---------- |
|            |            |            |
|            |            |            |
|            |            |            |
|            |            |            |
| 1948       | 96         |            |
| 1953       | 95         |            |
| 1961       | 104        |            |
| 1971       | 83         |            |
| 1981       | 82         |            |
| 1991       | 82         | 82         |
| 2003       | 74         | 74         |

| \| Componența etnică conform recensământului din 2003[2] \| Componența etnică conform recensământului din 2003[2] \| Componența etnică conform recensământului din 2003[2] \| Componența etnică conform recensământului din 2003[2] \| Componența etnică conform recensământului din 2003[2] \| \| ----------------------------------------------------- \| ----------------------------------------------------- \| ----------------------------------------------------- \| ----------------------------------------------------- \| ----------------------------------------------------- \| \| \| \| \| \| \| \| Sârbi \| Sârbi \| \| 45 \| 60,81% \| \| Muntenegreni \| Muntenegreni \| \| 11 \| 14,86% \| \| Iugoslavi \| Iugoslavi \| \| 2 \| 2,7% \| \| necunoscută \| necunoscută \| \| 16 \| 21,62% \| |              |  |    |        |
| Componența etnică conform recensământului din 2003 |              |  |    |        |
| |              |  |    |        |
| Sârbi | Sârbi        |  | 45 | 60,81% |
| Muntenegreni | Muntenegreni |  | 11 | 14,86% |
| Iugoslavi | Iugoslavi    |  | 2  | 2,7%   |
| necunoscută | necunoscută  |  | 16 | 21,62% |